# Pegomya avirostrata
Pegomya avirostrata är en tvåvingeart som beskrevs av Fan 1986. Pegomya avirostrata ingår i släktet Pegomya och familjen blomsterflugor.
Artens utbredningsområde är Sichuan (Kina). Inga underarter finns listade i Catalogue of Life.